# Morris Six MS
Morris Six MS är en personbil, tillverkad av den brittiska biltillverkaren Morris mellan 1948 och 1953.
I oktober 1948 presenterade Morris en hel serie av nya efterkrigsbilar. Största modellen var den sexcylindriga Six MS. Den delade kaross och teknik med den mindre Morris Oxford och den lyxigare Wolseley 6/80. Bilen var, trots sin något bedagade formgivning, helt modern, med självbärande kaross och individuell framvagnsupphängning med torsionsstavar. Motorn hade överliggande kamaxel men fick, till skillnad från Wolseleyn, nöja sig med en enkel förgasare.
Morris-bilen sålde betydligt sämre än den mer påkostade systermodellen från Wolseley. Produktionen upphörde i mars 1953, efter 12 400 exemplar.